# Cixius madeirensis
Cixius madeirensis är en insektsart som beskrevs av William Edward China 1938. Cixius madeirensis ingår i släktet Cixius och familjen kilstritar.
Artens utbredningsområde är Spanien. Inga underarter finns listade i Catalogue of Life.